# ドッティー・ペッパー
 ドッティー・ペッパー（Dottie Pepper、1965年8月17日生まれ）は、米国人女子プロゴルファー、テレビのゴルフ番組キャスター。1988年から1995年にかけては（結婚後の姓を使用して、その後離婚）ドッティー・モクリー (Dottie Mochrie) と名乗っていた。LPGAツアーにおいて2回のメジャー大会優勝を含み17勝した。

## アマチュア時代の成績
ニューヨーク州サラトガスプリングスで出生。父親のドンはメジャーリーグ野球選手で、1968年のスポーツイラストレーテッド誌において「注目ルーキー」として殿堂入り選手のジョニー・ベンチと一緒に表紙を飾った。彼女のアマチュア時代の実績は地元のニューヨーク州での勝利から始まった。1981年のステートアマチュア、同じく1981年と1983年のニューヨークジュニアアマのタイトルを獲り、1981年のジュニアワールドカップの一員にも選ばれた。1984年の全米女子オープンではローアマチュアになった。ファーマン大学に進学し、ここでも大学選手権クラスの大会に5度優勝してオールアメリカンに3度選ばれた。 

## プロでの成績
1988年には LPGA ツアーに出場し、ツアーの公式大会に 17 回の優勝を遂げ、この中には二つのメジャー大会（1992年と1999年のナビスコダイナショア）が含まれる。1999年の優勝時の 19 アンダーパーという成績は現在でも女子メジャー大会の最少スコア記録となっている。1992年には賞金ランクのトップに立ち、1991年から2001年までの11年間にわたり賞金額のトップ10をキープした。ソルハイムカップには全米代表として6回出場した。 
2002年のシーズンは怪我のため1試合にしか出場しなかった。2004年の7月に、このシーズン限りで引退すると発表した。2005年、NBCとゴルフチャンネル (Golf Channel) のゴルフコメンテーターとなり、男女両方の大会のレポーターも務めている。 
2007年のソルハイムカップではゴルフチャンネルのコメンテーターとして仕事をしたが、ちょっとした騒動を引き起こした。彼女は放送がコマーシャル中だと勘違いし、ライブで流れていることを知らずに、アメリカチームのことを「窒息したおかしな犬たち (choking freaking dogs)」と呼んだ。このことで何人かの選手やファンらが怒って抗議し、ペッパーは直ちに「言葉の選択がまずかった (poor choice of words)」として謝罪した。 
2012年7月、翌年のソルハイムカップのキャプテンに決まっていたメグ・マローンから、2人いるキャプテン補佐のうちの1人に指名された。 
2012年12月に、コメンテーターから引退した。取材のための旅行に疲れてしまい、また、米国PGAの役員となりジュニアゴルフの推進により多くの時間を注ぎたいという理由からだった。2013年、ESPNと契約してコメンテーターに復帰した。今回は主としてPGA、LPGA、チャンピオンツアーのメジャー大会のみでの仕事に限ることとした。2015年にはCBSと契約し、同時期に同局を去りNBCに移籍したデビッド・ファハティーの代わりとしてコースレポーターや、時折はメインキャスターも務めることになった。 

## 私生活
ペッパーは現在、ニューヨーク州のサラトガスプリングスで、3人目の夫でゴルフライター兼歴史家のデビッド・ノーモイルと一緒に住んでいる。2010年5月に結婚した。

## プロでの勝利

### LPGAツアーでの勝利（17勝）
| 番号 | 日付         | 大会名                                             | 優勝スコア            | 2位との差  | 2位                                                                                     |
| ---- | ------------ | -------------------------------------------------- | --------------------- | ---------- | --------------------------------------------------------------------------------------- |
| 1    | Jan 29, 1989 | オールズモービル LPGA                              | −9 (69-74-67-69=279)  | プレーオフ | ベス・ダニエル                                                                          |
| 2    | May 13, 1990 | クレスタークラシック                               | −16 (67-65-68=200)    | 9 打       | クリス・ジョンソン                                                                      |
| 3    | Mar 29, 1992 | ナビスコダイナショア                               | −9 (69-71-70-69=279)  | プレーオフ | ジュリ・インクスター                                                                    |
| 4    | Apr 19, 1992 | セガ女子選手権                                     | −11 (70-69-68-70=277) | 1 打       | ダニエル・アンマカパネ                                                                  |
| 5    | Aug 2, 1992  | ウェルチズクラシック                               | −10 (72-67-69-70=278) | 3 打       | ステファニー・ファーウィック                                                            |
| 6    | Aug 30, 1992 | サンタイムズチャレンジ                             | Even (71-72-73=216)   | プレーオフ | ベス・ダニエル ジュディー・ディッキンソン                                               |
| 7    | Oct 19, 1993 | 女子ゴルフ世界選手権                               | −4 (72-71-69-72=284)  | 1 打       | ドナ・アンドリューズ / メグ・マローン / ミシェル・マクガン / シェリー・スタインハウアー |
| 8    | Mar 5, 1994  | クライスラープリムストーナメントオブチャンピオンズ | −1 (72-75-71-69=287)  | 2 打       | ナンシー・ロペス ローリー・マーテン                                                     |
| 9    | Mar 12, 1995 | PING/Welch選手権                                   | −10 (70-68-72-68=278) | 3 打       | シンディー・ラリック アニカ・ソレンスタム                                               |
| 10   | Aug 6, 1995  | マッコールズLPGAクラシック                         | −12 (69-67-68=204)    | 3 打       | ケリー・ロビンズ                                                                        |
| 11   | Jun 23, 1996 | ロチェスターインターナショナル                     | −10 (69-66-71=206)    | 2 打       | アニカ・ソレンスタム                                                                    |
| 12   | Jun 30, 1996 | ショップライトLPGAクラシック                       | −11 (67-66-69=202)    | 4 打       | エイミー・ベンツ                                                                        |
| 13   | Jul 21, 1996 | フレンドリーズクラシック                           | −9 (68-69-73-69=279)  | 1 打       | ブランディー・バートン                                                                  |
| 14   | Sep 8, 1996  | セーフウェイLPGAゴルフ選手権                       | −14 (65-70-67=202)    | 2 打       | クリス・ジョンソン                                                                      |
| 15   | Mar 28, 1999 | ナビスコダイナショア                               | −19 (70-66-67-66=269) | 6 打       | メグ・マローン                                                                          |
| 16   | Aug 29, 1999 | オールズモービルクラシック                         | −18 (67-63-70-70=270) | 2 打       | ケリー・キューネ                                                                        |
| 17   | Nov 19, 2000 | アーチワイヤレス選手権                             | −9 (68-71-69-71=279)  | 3 打       | レイチェル・ヘザリントン                                                                |

LPGAツアープレーオフ記録（3勝–5敗）
| No. | 年     | 大会                                  | 相手                                        | 結果                                               |
| --- | ------ | ------------------------------------- | ------------------------------------------- | -------------------------------------------------- |
| 1   | 1989年 | オールズモービルLPGAクラシック        | ベス・ダニエル                              | 5ホール目パーで勝利                                |
| 2   | 1992年 | ナビスコダイナショア                  | ジュリ・インクスター                        | 1ホール目パーで勝利                                |
| 3   | 1992年 | サンタイムズチャレンジ                | ベス・ダニエル / ジュディー・ディッキンソン | 6ホール目パーで勝利、ダニエルは4ホール目パーで脱落 |
| 4   | 1993年 | PING/Welch選手権 （マサチューセッツ） | ミッシー・ベルテオッティー                  | ベルテオッティが5ホール目バーディーで敗北          |
| 5   | 1993年 | ステートファームレールクラシック      | ヘレン・ドブソン                            | ドブソンが5ホール目バーディーで敗北                |
| 6   | 1995年 | パインワイルド女子選手権              | ロージー・ジョーンズ                        | ジョーンズが1ホール目バーディーで敗北              |
| 7   | 1998年 | スターバンクLPGAクラシック            | メグ・マローン                              | マローンが1ホール目バーディーで敗北                |
| 8   | 2000年 | アフラックチャンピオンズ              | カリー・ウェブ                              | ウェッブが1ホール目バーディーで敗北                |

LPGA メジャーは太字で表示 。 

### フューチャーツアーの勝利
- 1985年 アルバニー＝コロニーチャンバーオープン（アマチュアとして）

### 日本LPGAツアーでの勝利
- 1989年 軽井沢72東急レディースオープン

### その他の勝利
- 1992年 JCペニークラシック （ダン・フォースマンとペア ）、 ウェンディー3ツアーチャレンジ （ パティー・シーハン、ナンシー・ロペスとチームで）
- 1995年 JCペニー / LPGA スキンゲーム
- 1996年 ダイナースクラブマッチ （ ジュリ・インクスターとペア）
- 1997年 ダイナースクラブマッチ （ ジュリ・インクスターとペア）
- 1999年 ジレットツアーチャレンジチャンピオンシップ（ グラハム・マーシュ 、 トム・ワトソンとチーム ）、 ダイナースクラブマッチ （ ジュリ・インクスターとペア ）
- 2000年 ヒュンダイチームマッチ （ ジュリ・インクスターとペア ）
- 2001年 ウェンディ3ツアーチャレンジ （アニカ・ソレンスタム、カリー・ウェッブとチーム）

## メジャー大会

### 勝利（2勝）
| 年   | 大会名               | 優勝スコア               | 2位との差   | 準優勝               |
| ---- | -------------------- | ------------------------ | ----------- | -------------------- |
| 1992 | ナビスコダイナショア | −9（69-71-70-69 = 279）  | プレーオフ1 | ジュリ・インクスター |
| 1999 | ナビスコダイナショア | −19（70-66-67-66 = 269） | 6打         | メグ・マロン         |

1プレーオフ1ホール目をパーでインクスターに勝利。

### 結果タイムライン
| 大会名                 | 1984 | 1985 | 1986 | 1987 | 1988 | 1989 |
| ---------------------- | ---- | ---- | ---- | ---- | ---- | ---- |
| クラフトナビスコ選手権 |      |      |      |      | T7   | T66  |
| LPGA選手権             |      |      |      |      | T45  | T39  |
| 全米女子オープン       | T22  | T55  | 78   | T12  | T3   | T5   |
| デュモーリエクラシック |      |      |      |      | T35  | T18  |

| 大会名                 | 1990 | 1991 | 1992 | 1993 | 1994 | 1995 | 1996 | 1997年 | 1998年 | 1999年 | 2000年 |
| ---------------------- | ---- | ---- | ---- | ---- | ---- | ---- | ---- | ------ | ------ | ------ | ------ |
| クラフトナビスコ選手権 | T11  | 2    | 1    | T30  | T19  | T11  | T23  | T11    | T9     | 1      | 2      |
| LPGA選手権             | T53  | T22  | T5   | T30  | T11  | T6   | T26  | T37    | CUT    | T19    | T23    |
| 全米女子オープン       | T3   | T5   | T6   | T17  | T12  | T13  | CUT  | T14    | T11    | T14    | WD     |
| デュモーリエクラシック | T27  | T6   | T20  | 4    | T14  | T12  |      | T27    | T14    | T34    |        |

| 大会名                 | 2001 | 2002 | 2003 | 2004 |
| ---------------------- | ---- | ---- | ---- | ---- |
| クラフトナビスコ選手権 | T2   |      | T51  | T24  |
| LPGAチャンピオンシップ | T17  |      | T67  | T70  |
| 全米女子オープン       | ３   | WD   | WD   |      |
| 全英女子オープン ^     | CUT  |      | T24  |      |

^ 2001年、デュモーリエクラシックに代わり全英女子オープンがLPGAメジャーとなった。 
 CUT = 予選落ち  
WD = 途中棄権  

「T」=タイ 

### 概要
- 出場– 65
- 勝利– 2
- 2位入賞– 3
- 3位入賞– 3
- 上位3位– 8
- トップ5フィニッシュ– 12
- 上位10位以内– 17
- 上位25位以内– 42
- 予選落ち– 6
- 最多連続予選通過– 38
- トップ10の最長連続– 5

## チーム出場
アマチュア
- カーティスカップ （米国代表）：1986年

プロ
- ソルハイムカップ （米国代表）： 1990年 （勝利）、 1992年 、 1994年 （勝利）、 1996年 （勝利）、 1998年 （勝利）、 2000年

### ソルハイムカップ記録
| 年       | 合計マッチ 数 | 合計WLH数 | 勝ち点 | 勝ち点率 |
| -------- | ------------- | --------- | ------ | -------- |
| キャリア | 20            | 13–5–2    | 14     | 70％     |
| 1990     | ３            | 2–1–0     | 2      | 67％     |
| 1992     | ３            | 0–2–1     | 0.5    | 17％     |
| 1994     | ３            | 3–0–0     | ３     | 100％    |
| 1996     | 4             | 3–1–0     | ３     | 75％     |
| 1998年   | 4             | 4–0–0     | 4      | 100％    |
| 2000年   | ３            | 1–1–1     | 1.5    | 50％     |